# Нагрудный знак «Почётный пограничник»
Нагрудный знак «Почётный пограничник» – ведомственная награда Комитета национальной безопасности Республики Казахстан. Учреждён на основании Указа Президента Республики Казахстан от 27 мая 2002 года № 882 «О некоторых вопросах символов и ведомственных наград органов национальной безопасности Республики Казахстан».

## Положение
Награждаются: 
1. военнослужащие, прослужившие в Пограничной службе не менее 20 лет в календарном исчислении, за заслуги в охране государственной границы, обучении и воспитании личного состава, укреплении боевой готовности;
2. офицеры Пограничной службы, при присвоении им воинского звания высшего офицерского состава, независимо от выслуги лет;
3. иные военнослужащие органов национальной безопасности Республики Казахстан и лица, за особый личный вклад в охрану и защиту государственной границы Республики Казахстан.

## Описание знака
Нагрудный знак «Құрметi шекарашы» имеет объемную, выпуклую форму щита золотистого цвета, окаймленного граненым бортиком шириной 1 мм. Верхняя часть знака симметрично справа и слева от середины украшена лавровыми ветвями, состоящими из 4 листьев.
Лицевая сторона знака покрыта эмалью тёмно-синего цвета. По оси вертикально на щит наложено изображение пограничного столба Республики Казахстан синего цвета высотой 40 мм и шириной 6 мм. Верхняя часть изображения пограничного столба золотистого цвета. Расстояние от верхнего конца изображения столба до линии перехода в синий цвет 6 мм. На столб наложена эмблема Пограничной службы в виде круга зеленого цвета и пятиконечной звезды на ней темно-синего цвета. Круг и звезда окаймлены полоской золотистого цвета шириной 0,5 мм. Посередине звезды изображение солнца золотистого цвета диаметром 3 мм. Диаметр круга 12 мм, длина лучей звезды 6 мм, расстояние от верхнего луча звезды до верхнего конца знака 8 мм. Ниже эмблемы расположено изображение парящего орла золотистого цвета. Максимальное расстояние между концами его крыльев 16 мм. Ниже знак покрывает лента золотистого цвета с надписью в две строки «Құрметi шекарашы» тёмно-синего цвета.
Ширина ленты 5 мм, высота букв 1,6 мм. Концы ленты, стилизованно пересекаясь на оборотной стороне знака, выходят на лицевую сторону под лентой по 2 мм справа и слева.
На оборотной стороне знака размещен его порядковый номер и имеется соответствующее приспособление для крепления к одежде награждённого.
Размеры знака: высота 40 мм, ширина 23 мм.